# Mistrovství České republiky v orientačním běhu 2001
9. ročník Mistrovství České republiky v orientačním běhu proběhl v roce 2001 v pěti individuálních a dvou týmových disciplínách.

## Mistrovství ČR v nočním OB
| Datum závodu   | 21. 4. 2001 |  | Místo konání    | Nová Ves u Chotěboře • aréna |  | Pořadatel       | SK OB Chotěboř |
| Ředitel závodu |             |  | Hlavní rozhodčí |                              |  | Stavitelé tratí |                |
| Název mapy     | Obolce      |  | Web závodu      |                              |  | Výsledky závodu |                |

| Zkrácené výsledky             | Zkrácené výsledky       | Zkrácené výsledky                    | Zkrácené výsledky       | Zkrácené výsledky       | Zkrácené výsledky | Zkrácené výsledky       | Zkrácené výsledky                         | Zkrácené výsledky       | Zkrácené výsledky       |
| Pořadí                        | H21 – muži              | H21 – muži                           | H21 – muži              | H21 – muži              | Pořadí            | D21 – ženy              | D21 – ženy                                | D21 – ženy              | D21 – ženy              |
| ----------------------------- | ----------------------- | ------------------------------------ | ----------------------- | ----------------------- | ----------------- | ----------------------- | ----------------------------------------- | ----------------------- | ----------------------- |
| Zlatá medaile                 | Martin Štěpánek         | KOS TJ Tesla Brno                    | 1:17:41                 |                         | Zlatá medaile     | Iveta Navrátilová       | TJ TŽ Třinec                              | 1:03:00                 |                         |
| Stříbrná medaile              | Michal Matějů           | USK Praha                            | 1:18:22                 | +0:41                   | Stříbrná medaile  | Lenka Klimplová         | OK Lokomotiva Pardubice                   | 1:05:13                 | +2:13                   |
| Bronzová medaile              | Petr Henych             | SK OK 24 Praha                       | 1:19:46                 | +2:05                   | Bronzová medaile  | Veronika Kupcová        | VŠTJ Ekonom Praha                         | 1:06:10                 | +3:10                   |
| 4                             | Miroslav Seidl          | VŠTJ Ekonom Praha                    | 1:20:42                 | +3:01                   | 4                 | Barbora Chudíková       | SK Jamnice                                | 1:06:31                 | +3:31                   |
| 5                             | Radim Ondráček          | VŠTJ Ekonom Praha                    | 1:21:49                 | +4:08                   | 5                 | Jana Fikkerová          | Sportcentrum Jičín                        | 1:07:26                 | +4:26                   |
| 6                             | Martin Macek            | OK 99 Hradec Králové                 | 1:22:14                 | +4:33                   | 6                 | Helena Matoušková       | USK Praha                                 | 1:11:21                 | +8:21                   |
| 7                             | Michal Voráček          | SK Praga                             | 1:22:42                 | +5:01                   | 7                 | Lenka Koblížková        | TJ Tolar Jindřichův Hradec                | 1:12:16                 | +9:16                   |
| 8                             | Tomáš Zakouřil          | USK Praha                            | 1:24:26                 | +6:45                   | 8                 | Barbora Waldová         | USK Praha                                 | 1:14:27                 | +11:27                  |
| 9                             | Pavel Žemlík            | SKOB Zlín                            | 1:25:44                 | +8:03                   | 9                 | Lucie Šolínová          | OK 99 Hradec Králové                      | 1:17:25                 | +14:25                  |
| 10                            | Petr Bašus              | OK Sparta Praha                      | 1:26:26                 | +8:45                   | 10                | Lenka Kamenická         | SK Orientační sporty Nové Město na Moravě | 1:21:39                 | +18:39                  |
| Pořadí                        | H20 – junioři           | H20 – junioři                        | H20 – junioři           | H20 – junioři           | Pořadí            | D20 – juniorky          | D20 – juniorky                            | D20 – juniorky          | D20 – juniorky          |
| Zlatá medaile                 | Jaromír Vlach           | OK 99 Hradec Králové                 | 1:17:05                 |                         | Zlatá medaile     | Zuzana Stehnová         | Oddíl OB Kotlářka                         | 51:04                   |                         |
| Stříbrná medaile              | Jan Vodička             | Sportcentrum Jičín                   | 1:19:57                 | +2:52                   | Stříbrná medaile  | Anežka Jahnová          | USK Praha                                 | 52:25                   | +1:21                   |
| Bronzová medaile              | Petr Lepšík             | OK Jiskra Nový Bor                   | 1:31:52                 | +14:47                  | Bronzová medaile  | Veronika Běhounová      | OK 99 Hradec Králové                      | 53:49                   | +2:45                   |
| Pořadí                        | H18 – starší dorostenci | H18 – starší dorostenci              | H18 – starší dorostenci | H18 – starší dorostenci | Pořadí            | D18 – starší dorostenky | D18 – starší dorostenky                   | D18 – starší dorostenky | D18 – starší dorostenky |
| Zlatá medaile                 | Tomáš Dlabaja           | SKOB Zlín                            | 1:09:05                 |                         | Zlatá medaile     | Michaela Przyczková     | TJ TŽ Třinec                              | 41:11                   |                         |
| Stříbrná medaile              | Jaroslav Krčál          | OK Lokomotiva Pardubice              | 1:12:24                 | +3:19                   | Stříbrná medaile  | Martina Dočkalová       | OK Lokomotiva Pardubice                   | 47:20                   | +6:09                   |
| Bronzová medaile              | Zbyněk Štěrba           | OK Lokomotiva Pardubice              | 1:13:03                 | +3:58                   | Bronzová medaile  | Jana Kozielková         | TJ TŽ Třinec                              | 48:43                   | +7:32                   |
| Pořadí                        | H16 – mladší dorostenci | H16 – mladší dorostenci              | H16 – mladší dorostenci | H16 – mladší dorostenci | Pořadí            | D16 – mladší dorostenky | D16 – mladší dorostenky                   | D16 – mladší dorostenky | D16 – mladší dorostenky |
| Zlatá medaile                 | Zdeněk Rajnošek         | Sportovní klub ve Vrbně pod Pradědem | 46:05                   |                         | Zlatá medaile     | Karolína Kousalová      | Sportcentrum Jičín                        | 30:24                   |                         |
| Stříbrná medaile              | Jan Palas               | Sportcentrum Jičín                   | 47:41                   | +1:36                   | Stříbrná medaile  | Pavla Fukátková         | OK Lokomotiva Pardubice                   | 30:34                   | +0:10                   |
| Bronzová medaile              | Lukáš Drobník           | Sportcentrum Jičín                   | 50:58                   | +4:53                   | Bronzová medaile  | Veronika Krčálová       | OK Lokomotiva Pardubice                   | 32:10                   | +1:46                   |
| << předchozí • následující >> |                         |                                      |                         |                         |                   |                         |                                           |                         |                         |

Souhrnné informace naleznete v článku Mistrovství České republiky v nočním orientačním běhu.

## Mistrovství ČR na dlouhé trati
| Datum závodu   | 28. 4. 2001      |  | Místo konání    | Antonínův Důl • aréna |  | Pořadatel       | OK Jihlava    |
| Ředitel závodu | Miroslav Dokulil |  | Hlavní rozhodčí | Marek Prášil          |  | Stavitelé tratí | Milan Venhoda |
| Název mapy     | Jezevčí díry     |  | Web závodu      |                       |  | Výsledky závodu |               |

| Zkrácené výsledky             | Zkrácené výsledky       | Zkrácené výsledky        | Zkrácené výsledky       | Zkrácené výsledky       | Zkrácené výsledky | Zkrácené výsledky       | Zkrácené výsledky              | Zkrácené výsledky       | Zkrácené výsledky       |
| Pořadí                        | H21 – muži              | H21 – muži               | H21 – muži              | H21 – muži              | Pořadí            | D21 – ženy              | D21 – ženy                     | D21 – ženy              | D21 – ženy              |
| ----------------------------- | ----------------------- | ------------------------ | ----------------------- | ----------------------- | ----------------- | ----------------------- | ------------------------------ | ----------------------- | ----------------------- |
| Zlatá medaile                 | Libor Zřídkaveselý      | SK Žabovřesky Brno       | 2:29:22                 |                         | Zlatá medaile     | Zdenka Stará            | KOS TJ Tesla Brno              | 1:48:04                 |                         |
| Stříbrná medaile              | Richard Pleticha        | OOB TJ Elektrárny Kadaň  | 2:30:17                 | +0:55                   | Stříbrná medaile  | Barbora Chudíková       | SK Jamnice                     | 1:55:56                 | +7:52                   |
| Bronzová medaile              | Michal Černý            | OK 99 Hradec Králové     | 2:31:45                 | +2:23                   | Bronzová medaile  | Monika Topinková        | SK Jamnice                     | 1:59:44                 | +11:40                  |
| 4                             | Jan Šidla               | SKOB Zlín                | 2:32:10                 | +2:48                   | 4                 | Veronika Ptáčková       | KOS TJ Tesla Brno              | 1:59:57                 | +11:53                  |
| 5                             | Daniel Tomanek          | Orientxpress Ostrava     | 2:32:23                 | +3:01                   | 5                 | Dana Bednářová          | SOB Olomouc                    | 2:00:09                 | +12:05                  |
| 6                             | Petr Henych             | SK OK 24 Praha           | 2:33:48                 | +4:26                   | 6                 | Lucie Melounková        | OK 99 Hradec Králové           | 2:00:22                 | +12:18                  |
| 7                             | Petr Bořánek            | USK Praha                | 2:35:49                 | +6:27                   | 7                 | Barbora Waldová         | USK Praha                      | 2:01:46                 | +13:42                  |
| 8                             | Pavel Vinš              | SK OK 24 Praha           | 2:42:42                 | +13:20                  | 8                 | Kateřina Novotná        | OK 99 Hradec Králové           | 2:02:32                 | +14:28                  |
| 9                             | Aleš Jirásek            | OK Lokomotiva Pardubice  | 2:42:58                 | +13:36                  | 9                 | Lenka Koberová          | OK Lokomotiva Pardubice        | 2:05:07                 | +17:03                  |
| 10                            | Štěpán Skripnik         | KOB TRETRA Praha         | 2:43:46                 | +14:24                  | 10                | Kateřina Švihovská      | OK Jiskra Nový Bor             | 2:06:10                 | +18:06                  |
| Pořadí                        | H20 – junioři           | H20 – junioři            | H20 – junioři           | H20 – junioři           | Pořadí            | D20 – juniorky          | D20 – juniorky                 | D20 – juniorky          | D20 – juniorky          |
| Zlatá medaile                 | Michal Smola            | SKOB Zlín                | 1:53:27                 |                         | Zlatá medaile     | Dana Brožková           | Sportcentrum Jičín             | 1:37:56                 |                         |
| Stříbrná medaile              | Jaromír Vlach           | OK 99 Hradec Králové     | 1:57:32                 | +4:05                   | Stříbrná medaile  | Lucie Waldová           | Oddíl OB Kotlářka              | 1:39:48                 | +1:52                   |
| Bronzová medaile              | Jan Vodička             | Sportcentrum Jičín       | 1:59:13                 | +5:46                   | Bronzová medaile  | Kateřina Nováková       | OK Doksy                       | 1:40:24                 | +2:28                   |
| Pořadí                        | H18 – starší dorostenci | H18 – starší dorostenci  | H18 – starší dorostenci | H18 – starší dorostenci | Pořadí            | D18 – starší dorostenky | D18 – starší dorostenky        | D18 – starší dorostenky | D18 – starší dorostenky |
| Zlatá medaile                 | Tomáš Dlabaja           | SKOB Zlín                | 1:33:43                 |                         | Zlatá medaile     | Michaela Przyczková     | TJ TŽ Třinec                   | 1:16:26                 |                         |
| Stříbrná medaile              | Václav Komanec          | OK Slavia Hradec Králové | 1:38:24                 | +4:41                   | Stříbrná medaile  | Iva Rufferová           | OK 99 Hradec Králové           | 1:24:41                 | +8:15                   |
| Bronzová medaile              | Petr Žaloudek           | Oddíl OB Kotlářka        | 1:39:12                 | +5:29                   | Bronzová medaile  | Radka Brožková          | TJ Sokol Rovensko pod Troskami | 1:29:40                 | +13:14                  |
| << předchozí • následující >> |                         |                          |                         |                         |                   |                         |                                |                         |                         |

Souhrnné informace naleznete v článku Mistrovství České republiky v orientačním běhu na dlouhé trati.

## Mistrovství ČR na krátké trati
| Datum závodu   | 9. 6. 2001      |  | Místo konání    | Šemanovice • aréna |  | Pořadatel       | Oddíl OB Kotlářka             |
| Ředitel závodu |                 |  | Hlavní rozhodčí |                    |  | Stavitelé tratí | Zdeněk Procházka, Jiří Mrázek |
| Název mapy     | Šemanovický důl |  | Web závodu      |                    |  | Výsledky závodu |                               |

| Zkrácené výsledky             | Zkrácené výsledky       | Zkrácené výsledky            | Zkrácené výsledky       | Zkrácené výsledky       | Zkrácené výsledky | Zkrácené výsledky       | Zkrácené výsledky        | Zkrácené výsledky       | Zkrácené výsledky       |
| Pořadí                        | H21 – muži              | H21 – muži                   | H21 – muži              | H21 – muži              | Pořadí            | D21 – ženy              | D21 – ženy               | D21 – ženy              | D21 – ženy              |
| ----------------------------- | ----------------------- | ---------------------------- | ----------------------- | ----------------------- | ----------------- | ----------------------- | ------------------------ | ----------------------- | ----------------------- |
| Zlatá medaile                 | Michal Horáček          | Slavia Liberec orienteering  | 25:43                   |                         | Zlatá medaile     | Zdenka Stará            | KOS TJ Tesla Brno        | 23:19                   |                         |
| Stříbrná medaile              | Libor Zřídkaveselý      | SK Žabovřesky Brno           | 25:58                   | +0:15                   | Stříbrná medaile  | Olga Lepšíková          | OK Jiskra Nový Bor       | 24:51                   | +1:32                   |
| Bronzová medaile              | Radovan Čech            | KOS TJ Tesla Brno            | 26:37                   | +0:54                   | Bronzová medaile  | Marie Slováková         | OOB TJ Slovan Luhačovice | 27:54                   | +4:35                   |
| 4                             | Zdeněk Zuzánek          | OOB TJ Tatran Jablonec n. N. | 26:53                   | +1:10                   | 4                 | Pavla Fialová           | USK Praha                | 28:08                   | +4:49                   |
| 5                             | Tilo Pompe              | Německo                      | 27:08                   | +1:25                   | 5                 | Kateřina Mikšová        | SK Praga                 | 28:14                   | +4:55                   |
| 6                             | Zbyněk Hora             | SK Praga                     | 27:33                   | +1:50                   | 6                 | Věra Kvapilová          | OOB TJ Turnov            | 28:21                   | +5:02                   |
| 7                             | Luboš Matějů            | Dukla Liberec                | 27:37                   | +1:54                   | 7                 | Veronika Ptáčková       | KOS TJ Tesla Brno        | 28:32                   | +5:13                   |
| 8                             | Martin Štěpánek         | KOS TJ Tesla Brno            | 28:45                   | +3:02                   | 8                 | Hana Lejsková           | SK OK 24 Praha           | 28:46                   | +5:27                   |
| 9                             | Karel Fučík             | VSK Mendelu Brno             | 29:14                   | +3:31                   | 9                 | Zuzana Macúchová        | KOS TJ Tesla Brno        | 28:49                   | +5:30                   |
| 10                            | Radim Ondráček          | VŠTJ Ekonom Praha            | 29:24                   | +3:41                   | 10                | Petra Novotná           | OK 99 Hradec Králové     | 29:52                   | +6:33                   |
| Pořadí                        | H20 – junioři           | H20 – junioři                | H20 – junioři           | H20 – junioři           | Pořadí            | D20 – juniorky          | D20 – juniorky           | D20 – juniorky          | D20 – juniorky          |
| Zlatá medaile                 | Michal Smola            | SKOB Zlín                    | 22:04                   |                         | Zlatá medaile     | Zuzana Stehnová         | Oddíl OB Kotlářka        | 25:27                   |                         |
| Stříbrná medaile              | Jan Vodička             | Sportcentrum Jičín           | 23:36                   | +1:32                   | Stříbrná medaile  | Kateřina Nováková       | OK Doksy                 | 25:33                   | +0:06                   |
| Bronzová medaile              | Jan Mrázek              | Oddíl OB Kotlářka            | 24:00                   | +1:56                   | Bronzová medaile  | Anežka Jahnová          | USK Praha                | 25:51                   | +0:24                   |
| Pořadí                        | H18 – starší dorostenci | H18 – starší dorostenci      | H18 – starší dorostenci | H18 – starší dorostenci | Pořadí            | D18 – starší dorostenky | D18 – starší dorostenky  | D18 – starší dorostenky | D18 – starší dorostenky |
| Zlatá medaile                 | Michal Erlebach         | OK Jilemnice                 | 21:04                   |                         | Zlatá medaile     | Michaela Przyczková     | TJ TŽ Třinec             | 20:52                   |                         |
| Stříbrná medaile              | Tomáš Dlabaja           | SKOB Zlín                    | 21:33                   | +0:29                   | Stříbrná medaile  | Radka Brožková          | Rovensko pod Troskami    | 21:34                   | +0:42                   |
| Bronzová medaile              | Jiří Bouchal            | KOS Slavia Plzeň             | 22:08                   | +1:04                   | Bronzová medaile  | Kristýna Kovářová       | Oddíl OB Kotlářka        | 21:55                   | +1:03                   |
| Pořadí                        | H16 – mladší dorostenci | H16 – mladší dorostenci      | H16 – mladší dorostenci | H16 – mladší dorostenci | Pořadí            | D16 – mladší dorostenky | D16 – mladší dorostenky  | D16 – mladší dorostenky | D16 – mladší dorostenky |
| Zlatá medaile                 | Jan Palas               | Sportcentrum Jičín           | 21:18                   |                         | Zlatá medaile     | Karolína Kousalová      | Sportcentrum Jičín       | 19:39                   |                         |
| Stříbrná medaile              | Josef Jiráček           | TJ Jiskra Havlíčkův Brod     | 23:22                   | +2:04                   | Stříbrná medaile  | Veronika Krčálová       | OK Lokomotiva Pardubice  | 20:10                   | +0:31                   |
| Bronzová medaile              | Jan Skyva               | SK Praga                     | 25:38                   | +4:20                   | Bronzová medaile  | Martina Uvizlová        | OK Jilemnice             | 20:31                   | +0:52                   |
| << předchozí • následující >> |                         |                              |                         |                         |                   |                         |                          |                         |                         |

Souhrnné informace naleznete v článku Mistrovství České republiky v orientačním běhu na krátké trati.

## Mistrovství ČR na klasické trati
| Datum závodu   | 22.–23. 9. 2001 |  | Místo konání    | Chvaleč • aréna |  | Pořadatel       | OK 99 Hradec Králové |
| Ředitel závodu |                 |  | Hlavní rozhodčí |                 |  | Stavitelé tratí |                      |
| Název mapy     | Závora jih      |  | Web závodu      |                 |  | Výsledky závodu |                      |

| Zkrácené výsledky             | Zkrácené výsledky       | Zkrácené výsledky                    | Zkrácené výsledky       | Zkrácené výsledky       | Zkrácené výsledky | Zkrácené výsledky       | Zkrácené výsledky          | Zkrácené výsledky       | Zkrácené výsledky       |
| Pořadí                        | H21 – muži              | H21 – muži                           | H21 – muži              | H21 – muži              | Pořadí            | D21 – ženy              | D21 – ženy                 | D21 – ženy              | D21 – ženy              |
| ----------------------------- | ----------------------- | ------------------------------------ | ----------------------- | ----------------------- | ----------------- | ----------------------- | -------------------------- | ----------------------- | ----------------------- |
| Zlatá medaile                 | Michal Jedlička         | Dukla Liberec                        | 1:30:34                 |                         | Zlatá medaile     | Eva Šichnárková         | SKOB Zlín                  | 1:12:09                 |                         |
| Stříbrná medaile              | Michal Horáček          | Slavia Liberec orienteering          | 1:30:41                 | +0:07                   | Stříbrná medaile  | Iva Navrátilová         | OK 99 Hradec Králové       | 1:12:53                 | +0:44                   |
| Bronzová medaile              | Libor Zřídkaveselý      | SK Žabovřesky Brno                   | 1:37:03                 | +6:29                   | Bronzová medaile  | Eva Juřeníková          | KOS TJ Tesla Brno          | 1:13:12                 | +1:03                   |
| 4                             | Vít Pospíšil            | USK Praha                            | 1:37:24                 | +6:50                   | 4                 | Zdenka Stará            | KOS TJ Tesla Brno          | 1:14:57                 | +2:48                   |
| 5                             | Luboš Matějů            | Dukla Liberec                        | 1:37:33                 | +6:59                   | 5                 | Martina Rákayová        | Slovensko                  | 1:16:11                 | +4:02                   |
| 6                             | David Hepner            | Dukla Liberec                        | 1:37:48                 | +7:14                   | 6                 | Marcela Klapalová       | SOOB Spartak Rychnov n.Kn. | 1:19:01                 | +6:52                   |
| 7                             | Petr Kozák              | USK Praha                            | 1:38:31                 | +7:57                   | 7                 | Barbora Chudíková       | SK Jamnice                 | 1:20:10                 | +8:01                   |
| 8                             | Radek Ticháček          | Sportcentrum Jičín                   | 1:38:39                 | +8:05                   | 7                 | Veronika Ptáčková       | KOS TJ Tesla Brno          | 1:20:10                 | +8:01                   |
| 9                             | Rudolf Ropek            | Dukla Liberec                        | 1:41:19                 | +10:45                  | 9                 | Věra Lukešová           | OK Jilemnice               | 1:20:50                 | +8:41                   |
| 10                            | Vlastimil Polák         | OOS TJ Spartak Vrchlabí              | 1:41:31                 | +10:57                  | 10                | Jana Kuncová            | SOOB Spartak Rychnov n.Kn. | 1:23:14                 | +11:05                  |
| Pořadí                        | H20 – junioři           | H20 – junioři                        | H20 – junioři           | H20 – junioři           | Pořadí            | D20 – juniorky          | D20 – juniorky             | D20 – juniorky          | D20 – juniorky          |
| Zlatá medaile                 | Jan Vodička             | Sportcentrum Jičín                   | 1:10:49                 |                         | Zlatá medaile     | Vendula Klechová        | KOS TJ Tesla Brno          | 56:56                   |                         |
| Stříbrná medaile              | Miroslav Kovář          | Oddíl OB Kotlářka                    | 1:12:33                 | +1:44                   | Stříbrná medaile  | Zuzana Stehnová         | Oddíl OB Kotlářka          | 57:24                   | +0:28                   |
| Bronzová medaile              | Jan Mrázek              | Oddíl OB Kotlářka                    | 1:12:36                 | +1:47                   | Bronzová medaile  | Lucie Waldová           | Oddíl OB Kotlářka          | 59:02                   | +2:06                   |
| Pořadí                        | H18 – starší dorostenci | H18 – starší dorostenci              | H18 – starší dorostenci | H18 – starší dorostenci | Pořadí            | D18 – starší dorostenky | D18 – starší dorostenky    | D18 – starší dorostenky | D18 – starší dorostenky |
| Zlatá medaile                 | Tomáš Dlabaja           | SKOB Zlín                            | 1:00:09                 |                         | Zlatá medaile     | Michaela Przyczková     | TJ TŽ Třinec               | 53:57                   |                         |
| Stříbrná medaile              | Jiří Bouchal            | KOS Slavia Plzeň                     | 1:01:00                 | +0:51                   | Stříbrná medaile  | Iva Rufferová           | OK 99 Hradec Králové       | 55:17                   | +1:20                   |
| Bronzová medaile              | Zbyněk Štěrba           | OK Lokomotiva Pardubice              | 1:02:40                 | +2:31                   | Bronzová medaile  | Petra Škodová           | K.O.B. Choceň              | 57:07                   | +3:10                   |
| Pořadí                        | H16 – mladší dorostenci | H16 – mladší dorostenci              | H16 – mladší dorostenci | H16 – mladší dorostenci | Pořadí            | D16 – mladší dorostenky | D16 – mladší dorostenky    | D16 – mladší dorostenky | D16 – mladší dorostenky |
| Zlatá medaile                 | Ondřej Holas            | OOB TJ Turnov                        | 46:06                   |                         | Zlatá medaile     | Veronika Krčálová       | OK Lokomotiva Pardubice    | 41:07                   |                         |
| Stříbrná medaile              | Jan Skyva               | SK Praga                             | 48:28                   | +2:22                   | Stříbrná medaile  | Zuzana Procházková      | Sportcentrum Jičín         | 42:31                   | +1:24                   |
| Bronzová medaile              | Zdeněk Rajnošek         | Sportovní klub ve Vrbně pod Pradědem | 48:33                   | +2:27                   | Bronzová medaile  | Martina Spurná          | OOB Slavia Praha           | 42:32                   | +1:25                   |
| << předchozí • následující >> |                         |                                      |                         |                         |                   |                         |                            |                         |                         |

Souhrnné informace naleznete v článku Mistrovství České republiky v orientačním běhu na klasické trati.

## Mistrovství ČR štafet
| Datum závodu   | 29. 9. 2001    |  | Místo konání    | Lipnice nad Sázavou • aréna |  | Pořadatel       | TJ Jiskra Havlíčkův Brod+ VŠTJ Ekonom Praha |
| Ředitel závodu | Miloslav Čejka |  | Hlavní rozhodčí | Zdeněk Kopecký              |  | Stavitelé tratí | Miroslav Seidl                              |
| Název mapy     | Lipnice        |  | Web závodu      | http://mcrobstafet.sweb.cz/ |  | Výsledky závodu |                                             |

| Zkrácené výsledky             | Zkrácené výsledky                                                  | Zkrácené výsledky | Zkrácené výsledky | Zkrácené výsledky | Zkrácené výsledky                                                           | Zkrácené výsledky | Zkrácené výsledky | Zkrácené výsledky | Zkrácené výsledky |
| Pořadí                        | H21 – muži                                                         | H21 – muži        | H21 – muži        | Pořadí            | D21 – ženy                                                                  | D21 – ženy        | D21 – ženy        |                   |                   |
| ----------------------------- | ------------------------------------------------------------------ | ----------------- | ----------------- | ----------------- | --------------------------------------------------------------------------- | ----------------- | ----------------- | ----------------- | ----------------- |
| Zlatá medaile                 | Dukla Liberec David Hepner Luboš Matějů Michal Jedlička            | 2:38:23           |                   | Zlatá medaile     | KOS TJ Tesla Brno Veronika Ptáčková Zdenka Stará Vendula Klechová           | 2:12:34           |                   |                   |                   |
| Stříbrná medaile              | USK Praha Petr Kozák Jan Kučera Vít Pospíšil                       | 2:38:50           | +0:27             | Stříbrná medaile  | TJ TŽ Třinec Mária Kovaříková Iveta Navrátilová Michaela Przyczková         | 2:17:51           | +5:17             |                   |                   |
| Bronzová medaile              | OK 99 Hradec Králové Michal Černý Radek Novotný Petr Losman        | 2:41:13           | +2:50             | Bronzová medaile  | OK 99 Hradec Králové Veronika Běhounová Petra Novotná Iva Navrátilová       | 2:17:55           | +5:21             |                   |                   |
| 4                             | Sportcentrum Jičín Tomáš Kalenský Zdeněk Zikmund Radek Ticháček    | 2:41:23           | +3:00             | 4                 | Oddíl OB Kotlářka Petra Hlinková Zuzana Stehnová Lucie Waldová              | 2:18:21           | +5:47             |                   |                   |
| 5                             | OK Jihlava Jan Lauerman Milan Venhoda Marek Prášil                 | 2:42:16           | +3:53             | 5                 | SKOB Zlín Dagmar Podmolíková Blanka Vaculíková Eva Pekárková                | 2:25:11           | +12:37            |                   |                   |
| Pořadí                        | H18 – dorostenci                                                   | H18 – dorostenci  | H18 – dorostenci  | Pořadí            | D18 – dorostenky                                                            | D18 – dorostenky  | D18 – dorostenky  |                   |                   |
| Zlatá medaile                 | SKOB Zlín Jiří Krejčík Jan Marcaník Tomáš Dlabaja                  | 1:59:48           |                   | Zlatá medaile     | OK 99 Hradec Králové Jana Panchártková Kateřina Lamichová Iva Rufferová     | 2:00:12           |                   |                   |                   |
| Stříbrná medaile              | OK Lokomotiva Pardubice Jaroslav Krčál Ondřej Prášil Zbyněk Štěrba | 2:04:45           | +4:57             | Stříbrná medaile  | OK Lokomotiva Pardubice Veronika Krčálová Martina Dočkalová Pavla Fukátková | 2:00:30           | +0:18             |                   |                   |
| Bronzová medaile              | SKOB Zlín Bronislav Přibyl Jan Polášek Václav Stacke               | 2:04:59           | +5:11             | Bronzová medaile  | Oddíl OB Kotlářka Simona Karochová Lucie Nováková Kristýna Kovářová         | 2:00:49           | +0:37             |                   |                   |
| << předchozí • následující >> |                                                                    |                   |                   |                   |                                                                             |                   |                   |                   |                   |

Souhrnné informace naleznete v článku Mistrovství České republiky v orientačním běhu štafet.

## Mistrovství ČR klubů a oblastních výběrů
| Datum závodu   | 30. 9. 2001    |  | Místo konání    | Lipnice nad Sázavou • aréna |  | Pořadatel       | TJ Jiskra Havlíčkův Brod+ VŠTJ Ekonom Praha |
| Ředitel závodu | Miloslav Čejka |  | Hlavní rozhodčí | Zdeněk Kopecký              |  | Stavitelé tratí | Miroslav Seidl                              |
| Název mapy     | Lipnice        |  | Web závodu      | http://mcrobstafet.sweb.cz/ |  | Výsledky závodu |                                             |

| Zkrácené výsledky             | Zkrácené výsledky | Zkrácené výsledky | Zkrácené výsledky | Zkrácené výsledky | Zkrácené výsledky | Zkrácené výsledky | Zkrácené výsledky | Zkrácené výsledky | Zkrácené výsledky |
| Pořadí                        | DH21 - dospělí | DH21 - dospělí    | DH21 - dospělí    | Pořadí            | DH18 - dorost | DH18 - dorost     | DH18 - dorost     |                   |                   |
| ----------------------------- | --- | ----------------- | ----------------- | ----------------- | --- | ----------------- | ----------------- | ----------------- | ----------------- |
| Zlatá medaile                 | OK 99 Hradec Králové Michal Černý Lucie Melounková Jaromír Vlach Veronika Běhounová Radek Novotný Iva Navrátilová Petr Losman | 5:08:18           |                   | Zlatá medaile     | OK Lokomotiva Pardubice Jaroslav Krčál Pavla Fukátková Jaroslav Matyk Veronika Krčálová Ondřej Prášil Martina Dočkalová Zbyněk Štěrba                | 5:00:39           |                   |                   |                   |
| Stříbrná medaile              | USK Praha Petr Kozák Barbora Waldová Petr Bořánek Kristýna Bořánková Jan Kučera Anežka Jahnová Vít Pospíšil                   | 5:08:21           | +0:03             | Stříbrná medaile  | OK Jilemnice Filip Votoček Martina Uvizlová Martin Henych Martina Kynčlová Ondřej Falta Daniela Zlesáková Michal Erlebach                            | 5:13:38           | +12:59            |                   |                   |
| Bronzová medaile              | Sportcentrum Jičín Jan Vodička Jana Fikkerová Tomáš Kalenský Renata Havrdová Radek Ticháček Dana Brožková Zdeněk Zikmund      | 5:08:36           | +0:18             | Bronzová medaile  | SKOB Zlín Václav Stacke Lucie Navarová Jiří Krejčík Petra Cigošová Tomáš Dlabaja Hana Gavendová Jan Marcaník                                         | 5:22:18           | +21:39            |                   |                   |
| 4                             | KOS TJ Tesla Brno Ondřej Hájek Zdenka Stará Jan Skřička Veronika Ptáčková Radovan Čech Vendula Klechová Martin Štěpánek       | 5:15:25           | +7:07             | 4                 | SK Praga Martin Buzek Lenka Mezníková Martin Kotecký Radka Zelená Jan Procházka Martina Tichovská Jan Skyva                                          | 5:30:11           | +29:32            |                   |                   |
| 5                             | SK Jamnice Tomáš Holas Barbora Chudíková Petr Nycz Martina Schindlerová Tomáš Kovalčík Monika Topinková František Libant      | 5:17:57           | +9:39             | 5                 | Sportovní klub ve Vrbně pod Pradědem Jan Velička Kateřina Krätschmerová Lukáš Váňa Michaela Višňová Zdeněk Rajnošek Pavlína Hrouzová Václav Zedníček | 5:38:36           | +37:57            |                   |                   |
| << předchozí • následující >> | |                   |                   |                   | |                   |                   |                   |                   |

Souhrnné informace naleznete v článku Mistrovství České republiky v orientačním běhu klubů a oblastních výběrů.

## Mistrovství ČR ve sprintu
| Datum závodu   | 6. 10. 2001     |  | Místo konání    | Rožnov pod Radhoštěm • aréna |  | Pořadatel       | SKOB Zlín     |
| Ředitel závodu | Pavel Starosta  |  | Hlavní rozhodčí |                              |  | Stavitelé tratí | Petr Pernička |
| Název mapy     | Valašská dědina |  | Web závodu      |                              |  | Výsledky závodu |               |

| Zkrácené výsledky             | Zkrácené výsledky       | Zkrácené výsledky                    | Zkrácené výsledky       | Zkrácené výsledky       | Zkrácené výsledky | Zkrácené výsledky                  | Zkrácené výsledky                        | Zkrácené výsledky       | Zkrácené výsledky       |
| Pořadí                        | H21 – muži              | H21 – muži                           | H21 – muži              | H21 – muži              | Pořadí            | D21 – ženy                         | D21 – ženy                               | D21 – ženy              | D21 – ženy              |
| ----------------------------- | ----------------------- | ------------------------------------ | ----------------------- | ----------------------- | ----------------- | ---------------------------------- | ---------------------------------------- | ----------------------- | ----------------------- |
| Zlatá medaile                 | Libor Zřídkaveselý      | SK Žabovřesky Brno                   | 14:34                   |                         | Zlatá medaile     | Zdenka Stará                       | KOS TJ Tesla Brno                        | 15:31                   |                         |
| Stříbrná medaile              | Michal Horáček          | Dukla Liberec                        | 14:46                   | +0:12                   | Stříbrná medaile  | Eva Šichnárková                    | SKOB Zlín                                | 16:05                   | +0:34                   |
| Bronzová medaile              | Rudolf Ropek            | Dukla Liberec                        | 14:50                   | +0:16                   | Bronzová medaile  | Jana Kuncová                       | SOOB Spartak Rychnov n.Kn.               | 16:12                   | +0:41                   |
| 4                             | Petr Losman             | OK 99 Hradec Králové                 | 15:02                   | +0:28                   | 4                 | Mária Honzová                      | TJ TŽ Třinec                             | 17:14                   | +1:43                   |
| 5                             | Richard Klech           | SKOB Horní Benešov                   | 15:16                   | +0:42                   | 5                 | Barbora Chudíková                  | SK Jamnice                               | 17:37                   | +2:06                   |
| 6                             | Jozef Wallner           | SKOB Zlín                            | 15:19                   | +0:45                   | 6                 | Marta Štěrbová                     | OK Lokomotiva Pardubice                  | 17:39                   | +2:08                   |
| 7                             | Luboš Matějů            | Dukla Liberec                        | 15:45                   | +1:11                   | 7                 | Lenka Klimplová                    | OK Lokomotiva Pardubice                  | 17:45                   | +2:14                   |
| 8                             | Evžen Pekárek           | SKOB Zlín                            | 15:49                   | +1:15                   | 8                 | Lenka Blechová                     | OOB SK Chrast                            | 17:50                   | +2:19                   |
| 9                             | Marek Prášil            | OK Jihlava                           | 15:50                   | +1:16                   | 9                 | Kateřina Heczková                  | KOS TJ Tesla Brno                        | 18:09                   | +2:38                   |
| 10                            | Martin Štěpánek         | KOS TJ Tesla Brno                    | 15:57                   | +1:23                   | 10                | Dagmar Hubáčková                   | OOB TJ Slovan Luhačovice                 | 18:50                   | +3:19                   |
| Pořadí                        | H20 – junioři           | H20 – junioři                        | H20 – junioři           | H20 – junioři           | Pořadí            | D20 – juniorky                     | D20 – juniorky                           | D20 – juniorky          | D20 – juniorky          |
| Zlatá medaile                 | Jan Mrázek              | Oddíl OB Kotlářka                    | 14:27                   |                         | Zlatá medaile     | Dana Brožková                      | Sportcentrum Jičín                       | 14:54                   |                         |
| Stříbrná medaile              | Jan Vodička             | Sportcentrum Jičín                   | 14:54                   | +0:27                   | Stříbrná medaile  | Anežka Jahnová                     | USK Praha                                | 15:33                   | +0:39                   |
| Bronzová medaile              | Jaromír Vlach           | OK 99 Hradec Králové                 | 14:58                   | +0:31                   | Bronzová medaile  | Iva Hrazdírová                     | OK Sparta Praha                          | 15:55                   | +1:01                   |
| Pořadí                        | H18 – starší dorostenci | H18 – starší dorostenci              | H18 – starší dorostenci | H18 – starší dorostenci | Pořadí            | D18 – starší dorostenky            | D18 – starší dorostenky                  | D18 – starší dorostenky | D18 – starší dorostenky |
| Zlatá medaile                 | Jaroslav Krčál          | OK Lokomotiva Pardubice              | 13:44                   |                         | Zlatá medaile     | Michaela Przyczková                | TJ TŽ Třinec                             | 13:28                   |                         |
| Stříbrná medaile              | Zbyněk Štěrba           | OK Lokomotiva Pardubice              | 13:59                   | +0:15                   | Stříbrná medaile  | Martina Dočkalová                  | OK Lokomotiva Pardubice                  | 14:04                   | +0:36                   |
| Bronzová medaile              | Jan Procházka           | SK Praga                             | 14:26                   | +0:42                   | Bronzová medaile  | Veronika Křístková Romana Kalenská | Oddíl OS SK Prostějov Sportcentrum Jičín | 15:02                   | +1:34                   |
| Pořadí                        | H16 – mladší dorostenci | H16 – mladší dorostenci              | H16 – mladší dorostenci | H16 – mladší dorostenci | Pořadí            | D16 – mladší dorostenky            | D16 – mladší dorostenky                  | D16 – mladší dorostenky | D16 – mladší dorostenky |
| Zlatá medaile                 | Jan Palas               | Sportcentrum Jičín                   | 12:44                   |                         | Zlatá medaile     | Veronika Krčálová                  | OK Lokomotiva Pardubice                  | 14:04                   |                         |
| Stříbrná medaile              | Jan Polášek             | SKOB Zlín                            | 13:12                   | +0:28                   | Stříbrná medaile  | Martina Kynčlová                   | OK Jilemnice                             | 14:24                   | +0:20                   |
| Bronzová medaile              | Zdeněk Rajnošek         | Sportovní klub ve Vrbně pod Pradědem | 13:24                   | +0:40                   | Bronzová medaile  | Pavla Fukátková                    | OK Lokomotiva Pardubice                  | 14:27                   | +0:23                   |
| << předchozí • následující >> |                         |                                      |                         |                         |                   |                                    |                                          |                         |                         |

Souhrnné informace naleznete v článku Mistrovství České republiky v orientačním běhu ve sprintu.